# Jack L. Chalker
Jack Laurence Chalker (ur. 17 grudnia 1944 w Baltimore, zm. 11 lutego 2005 tamże) – amerykański pisarz science fiction.
Ukończył historię na Uniwersytecie Johnsa Hopkinsa, a następnie pracował jako nauczyciel historii. Wykładał w Instytucie Smithsonian, w Narodowym Instytucie Zdrowia oraz na wielu innych uniwersytetach, głównie tematy techniczne i science fiction.
Ożenił się z Evą C. Whitley w 1978. Mieli dwóch synów, Davida W. Chalkera (ur. 19 grudnia 1981) oraz Stevena L. Chalkera (ur. 4 września 1991).
Zmarł w szpitalu, gdy był hospitalizowany z powodu choroby serca.
W Polsce najbardziej znany jest jako autor cykli Czterech Władców Rombu oraz Świat Studni.

### SeriaŚwiat Studni(The Well of Souls)
- Północ przy studni dusz (Midnight at the Well of Souls, 1977)
- Wyjście (Exiles at the Well of Souls, 1978)
- Poszukiwanie (Quest for the Well of Souls, 1978)
- Powrót Nathana Brazila (The Return of Nathan Brazil, 1980)
- Zmierzch przy Studni Dusz. Testament Nathana Brazila (Twilight at the Well of Souls: The Legacy of Nathan Brazil, 1980)
- The Sea is Full of Stars
- Ghost of the Well of Souls

### SeriaThe Watchers of the Well
- Echoes of the Well of Souls (1993)
- Shadow of the Well of Souls (1994)
- Gods of the Well of Souls (1994)

### SeriaCzterech Władców Rombu(The Four Lords of the Diamond)
- Lilith – wąż w trawie (Lilith: A Snake in the Grass)
- Cerber – Wilk w owczarni (Cerberus: A Wolf in the Fold)
- Charon – Smok u wrót (Charon: A Dragon at the Gate)
- Meduza – Tygrys w opałach (Medusa: A Tiger by the Tail)
- The Four Lords of the Diamond (Cztery tomy razem)

### SeriaThe Dancing Gods
- Rzeka tańczących bogów, 1994 (The River of Dancing Gods 1984)
- Demony tańczących bogów (Demons of the Dancing Gods, 1984)
- Zemsta Tańczących Bogów (Vengeance of the Dancing Gods, 1985)
- Songs of the Dancing Gods
- Horrors of the Dancing Gods
- The Dancing Gods: Part One (Pierwszy i drugi tom)
- The Dancing Gods II (Trzeci i czwarty tom)

### SeriaThe Soul Rider
- Spirits of Flux and Anchor
- Empires of Flux and Anchor
- Masters of Flux and Anchor
- The Birth of Flux and Anchor
- Children of Flux and Anchor

### SeriaThe Rings of the Master
- Lords of the Middle Dark
- Pirates of the Thunder
- Warriors of the Storm
- Masks of the Martyrs

### SeriaThe G.O.D. Inc
- The Labyrinth of Dreams
- The Shadow Dancers
- The Maze in the Mirror

### SeriaThe Changewinds
- When the Changewinds Blow
- Riders of the Winds
- War of the Maelstrom

### SeriaThe Quintara Marathon
- The Demons at Rainbow Bridge
- The Run to Chaos Keep
- The Ninety Trillion Fausts (90 Trillion Fausts)

### SeriaThe Wonderland Gambit
- The Cybernetic Walrus
- The March Hare Network
- The Hot-Wired Dodo

### SeriaThe Three Kings
- Balshazzar’s Serpent
- Melchior’s Fire
- Kaspar’s Box

### Inne powieści
- A Jungle of Stars (1976)
- Dancers in the Afterglow (1978)
- The Web of the Chosen (1978)
- I pogrąży cię diabeł (And the Devil Will Drag You Under, 1979)
- A War of Shadows (1979)
- The Devil’s Voyage (1981)
- The Identity Matrix (1982)
- Downtiming the Night Side (1985)
- The Messiah Choice (1985)
- The Red Tape War (1990) – z Mikiem Resnickiem i George’em Alekiem Effingerem
- Priam’s Lens (1999)
- The Moreau Factor (2000)
- Kasper’s Box (2002)

### Zbiory opowiadań
- Dance Band on the Titanic (1988)

### Antologie
- Hotel Andromeda (1994)